# Virginia Foster Durr
Virginia Foster Durr (Birmingham, 6 agosto 1903 – Carlisle, 24 febbraio 1999) è stata un'attivista statunitense per i diritti civili e l'uguaglianza sociale.
Era la moglie di Clifford Durr, con cui ebbe cinque figli e fu amica intima di Rosa Parks e Eleanor Roosevelt nonché cognata del giudice della Corte suprema Hugo Black che presiedette numerose cause cruciali per i diritti civili.